# Juvénal Habyarimana
Juvénal Habyarimana (ur. 8 marca 1937 w Gasizi, zm. 6 kwietnia 1994 w Kigali) – rwandyjski polityk i wojskowy, faktyczny dyktator w latach 1973–1994.

## Życiorys
Pochodził z grupy etnicznej Hutu. Służył w armii rwandyjskiej od lat 60. XX w. Piastował w niej wiele wysokich stanowisk (między innymi w latach 1963–1965 pełnił funkcję szefa sztabu). W 1965 objął tekę ministra obrony i policji. Opowiadał się za pokojowym rozstrzygnięciem konfliktów między Hutu a Tutsi. W wyniku przeprowadzonego przez siebie zamachu stanu w 1973 został najpierw przewodniczącym Komitetu Przywrócenia Pokoju i Jedności Narodowej, a następnie prezydentem kraju (wybierany na to stanowisko ponownie w latach 1978, 1983 i 1988). Zlikwidował wszystkie partie opozycyjne, a także tymczasowo zniósł przepisy prawne dotyczące przynależności etnicznej. Obsadzając stanowiska w administracji państwowej faworyzował polityków pochodzących z północy Rwandy. Doprowadziło to do pojawienia się w kraju sporów na tle regionalnym. Pod naciskiem opinii międzynarodowej w 1989 przyjął plan naprawczy dla gospodarki. Rok później, korzystając z pomocy władz Zairu oraz francuskich i belgijskich spadochroniarzy, odparł inwazję Tutsi z Ugandy. W obliczu niezdolności wyparcia partyzantów z kraju, zdecydował się na rozpoczęcie rozmów z opozycją. W czerwcu 1991 wraz z uchwaleniem nowej konstytucji przywrócono wolność słowa i system wielopartyjny. W kwietniu 1992 prezydent zrezygnował z wszystkich pełnionych funkcji wojskowych. W wyniku zawartego w 1993 porozumienia z opozycją ogłosił plan demokratyzacji kraju. Rok później stanął na czele koalicyjnego rządu tymczasowego.
Zginął 6 kwietnia 1994 w katastrofie lotniczej. Wraz z nim śmierć poniósł prezydent Burundi, Cyprien Ntaryamira. Odpowiedzialni za zamach byli prawdopodobnie żołnierze Hutu z gwardii prezydenckiej. Jednak o spowodowanie wypadku gwardia prezydencka oskarżyła Tutsi, co stało się pretekstem do przeprowadzenia masakry ludności. W chwili śmierci prezydenta Habyarimany – wedle konstytucji Rwandy – rozpoczęła pełnić obowiązki premier Rwandy Agathe Uwilingiyimana, jednak została zabita rankiem następnego dnia.